# Schistura denisoni
Schistura denisoni är en fiskart som först beskrevs av Day, 1867.  Schistura denisoni ingår i släktet Schistura och familjen grönlingsfiskar. Inga underarter finns listade i Catalogue of Life.